# Медоро
Медоро — сорт твёрдого итальянского сыра, изготовляемого из пастеризованного овечьего молока. Разновидность Medoro Pecorino Sardo производится на Сардинии. Производство контролируется по происхождению (DOP с 1996 года).

## Характерные особенности
По своей зрелости (срок созревания — 120 дней) относится к крепким сырам. Можно сравнить с такими сырами, как всем известный пармезан. Обладает сильным выраженным вкусом, немного щиплющим язык. Во вкусовой гамме присутствуют фруктовые нотки. Этот сыр обладает плотной текстурой. Жирность — 49,5%. Производится головками массой 2,5—3 кг.